# Toksook Bay
Toksook Bay  (Nunakauyaq en langue Yupik) est une ville d'Alaska aux États-Unis dans la Région de recensement de Bethel.
En 2010, elle comptait 590 habitants.

## Situation - climat
Elle est située sur l'Île Nelson, à côté de Nightmute, les deux villages étant reliés par une piste de motoneige l'hiver.
Les températures vont de 5 °C à 14 °C en été et de −14 °C à −4 °C en hiver.

## Démographie
| 1970 | 1980 | 1990 | 2000 | 2010 | - |
| ---- | ---- | ---- | ---- | ---- | - |
| 257  | 333  | 420  | 532  | 590  | - |

## Histoire - activités locales
Elle a été fondée en 1964 par les habitants de Nightmute. Sa population pratique une économie de subsistance à base de chasse et de pêche.

## Sources et références
- (en) CIS

- (en) Cet article est partiellement ou en totalité issu de l’article de Wikipédia en anglais intitulé « Toksook Bay, Alaska » (voir la liste des auteurs).

1. ↑  « Statistiques des États-Unis (Alaska) - Profils des communautés de 2010 » (consulté en octobre 2020)